# Ligue d'Europe de l'Est de rugby à XV

La Ligue d'Europe de l'Est de rugby à XV (en ukrainien Восточно-Европейская Лига abrégé en ВЕЛР) est une compétition annuelle de rugby à XV opposant des clubs ukrainiens et moldaves.

## Palmarès
- 2015 RC Kredo-63
- 2016 RC Kredo-63
- 2017 RC Kredo-63
- 2018 RC Kredo-63[1]

## Bilan par club
| Club        | Titres |
| ----------- | ------ |
| RC Kredo-63 | 4      |